# Eriopygodes imbecilla
Eriopygodes imbecilla là một loài bướm đêm trong họ Noctuidae.